# Otto Hallström
Otto Kristian Hallström, född 30 oktober 1874 i Strängnäs, död 1 juni 1934, var en svensk väg- och vattenbyggnadsingenjör.
Hallström, som var son till stadsläkare Seth Hallström och Ebba Fineld, avlade mogenhetsexamen 1892, blev filosofie kandidat vid Uppsala universitet 1896 och utexaminerades från Kungliga Tekniska högskolan samma år. Han blev underlöjtnant i Fortifikationens reserv 1897, var biträdande ingenjör i Väg- och vattenbyggnadsstyrelsen 1897–1898, posthavande ingenjör vid Stockholms gas- och elektricitetsverks nybyggnader 1897–1902, blev löjtnant i Väg- och vattenbyggnadskåren 1902, var arbetschef för Söderhamns stads vattenledningsbyggnad 1902–1903, konstruktör vid AB Vattenbyggnadsbyrån 1904, byggnadschef i Kalmar stad 1905–1911, blev kapten i Väg- och vattenbyggnadskåren 1912, direktör i Bergsunds Mekaniska Verkstads AB 1911–1918, styrelseledamot i Motala Verkstads AB 1911, var verkställande direktör där 1913–1918, ägde ett eget emissionsbolag vid namn Hallström & Co, uppköpt av Emissions AB Mercator där han var anställd1917–1918, i Smålands mossar 1919 och i Herrängs AB 1920, i Munktells Verkstads Nya AB 1923 och slutligen direktör hos Deutsche Unionbank i Berlin 1927-1933. Medverkade vid förhandlingarna om Ivar Kreugers lån på 150 miljoner dollar till Tyskland. Fängslades i Tyskland sommaren 1933, anklagad för bedrägeri. Frisläppt och förd till Cannes i januari 1934, där han avled 1 juni 1934. I samband med Kreugerkraschen granskade Price Waterhouse räkenskaperna i Deutsche Unionbank år 1932 men hittade inga oegentligheter, varför Otto Hallström beviljades decharge, d.v.s. ansvarsfrihet, samma år.   